# Kateryna Baindl
Kateryna Baindl (anteriormente: Kozlova; em ucraniano: Катерина Ігорівна Козлова; Mykolaiv, 20 de fevereiro, de 1994) é uma tenista profissional ucraniana. Teve como maiores rankings o 62 de simples e o 139 de duplas. Até o presente, conquistou 1 título de simples de WTA 125 e 13 ITF de duplas.
Em 27 de maio de 2015, a Federação Internacional de Tênis suspendeu a jogadora, que foi pega no exame anti-doping, no qual acusou positivo para dimetilbutilamina. Kozlova alegou que a substância estava em um suplemento alimentar receitado por um médico. A Federação acatou a justicativa e impôs uma pena mínima de seis meses, entre 16 de fevereiro e 15 de agosto do mesmo ano, perdendo os pontos de quaisquer torneios disputados nesse período.

## Finais

### Circuito ITF

#### Simples: 9: (5 títulos, 4 vices)
| $100,000 torneios |
| $75,000 torneios  |
| $50,000 torneios  |
| $25,000 torneios  |
| $10,000 torneios  |

| Posição | N. | Data             | Torneio                        | Piso   | Oponente             | Placar             |
| ------- | -- | ---------------- | ------------------------------ | ------ | -------------------- | ------------------ |
| Campeã  | 1. | 01 Julho 2012    | Vaihingen an der Enz, Alemanha | Saibro | Florencia Molinero   | 3–6 7–5 6–4        |
| Campeã  | 2. | 18 Agosto 2012   | Kazan, Rússia                  | Duro   | Tara Moore           | 6–3 6–3            |
| Campeã  | 3. | 17 Setembro 2012 | Shymkent, Cazaquistão          | Duro   | Anna Danilina        | 6–3 4–6 6–4        |
| Vice    | 4. | 8 Julho 2013     | Istanbul, Turquia              | Duro   | Elizaveta Kulichkova | 3–6 6–4 0–6        |
| Vice    | 5. | 16 Setembro 2013 | Batumi, Georgia                | Duro   | Alexandra Panova     | 4–6 6–0 5–7        |
| Vice    | 6. | 01 Junho 2014    | Grado, Itália                  | Saibro | Gioia Barbieri       | 4–6 6–4 4–6        |
| Campeã  | 7. | 30 Junho 2014    | Versmold, Alemanha             | Saibro | Richèl Hogenkamp     | 6–4, 6–7(3–7), 6–1 |